# Agios Georgios (Limassol)
Agios Georgios (in greco Άγιος Γεώργιος?) è un comunità situata nel distretto di Limassol di Cipro, a circa 20 km a nord di Limassol.